# Правительственный кризис в Великобритании (октябрь 2022)

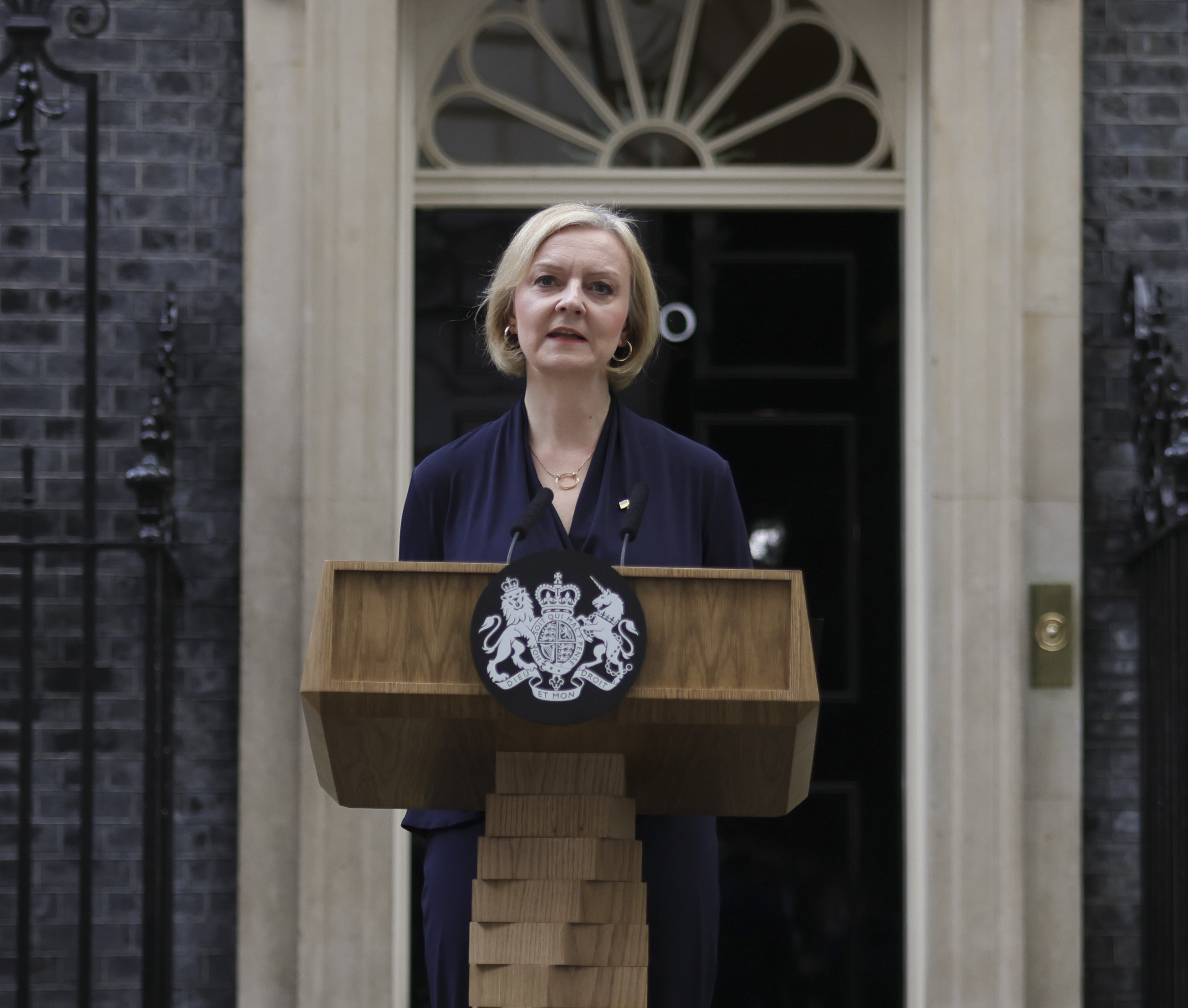
20 октября 2022 года. Даунинг-стрит, Лондон. Лиз Трасс объявляет, что уходит в отставку

В октябре 2022 года несколько членов кабинета Лиз Трасс ушли в отставку, что привело к размышлениям[кого?] о том, останется ли Лиз Трасс, действующий премьер-министр Соединенного Королевства, на своем посту. Это произошло после предложенного мини-бюджета Соединенного Королевства на сентябрь 2022 года.

## Отставки и увольнения
14 октября с поста канцлера казначейства был уволен Квази Квартенг. Его сменил на посту Джереми Хант.
19 октября Суэлла Браверман подала в отставку с поста министра внутренних дел, что вызвало критику со стороны оппозиционных партий. Ее сменил на посту Грант Шэппс.

## Парламент
19 октября лейбористы внесли предложение о внесении законопроекта о запрете фрекинга в Соединенном Королевстве. Консервативные парламентские организаторы заявили, что голосование будет рассматриваться как вотум доверия. Несмотря на это, несколько депутатов-консерваторов не проголосовали против этого предложения. Голосование в Палате общин было охарактеризовано как «хаос». Утверждалось, что консервативные парламентские организаторы грубо обращались с заднескамеечниками и запугивали их, заставляя голосовать против.

## Отставка Лиз Трасс
20 октября 2022 года Лиз Трасс подала в отставку с должности премьер-министра Великобритании.